# Óscar Pulido
Óscar Pulido Enríquez (Ciudad de México, 2 de febrero de 1906-Ciudad de México, 21 de mayo de 1974) fue un actor y cantante mexicano. Como intérprete, se especializó en el género de ópera.
En cine, fue reconocido por sus participaciones en numerosas películas junto a actores cómicos, como Mario Moreno “Cantinflas”, Germán Valdés “Tin-Tan”, Adalberto Martínez “Resortes”, Antonio Espino “Clavillazo”, Eulalio González “Piporro”, y el dúo Manolín y Shilinsky.

## Biografía
Inició su carrera en 1927, en la compañía de ópera mexicana del maestro Castillo Guido. En 1938, trabajó como actor de carpas con Roberto Soto. Posteriormente, ingresó al cine.
Como actor teatral, destacó por obras como Arsénico y encajes, Criada malcriada, y Don Quijote de la Mancha. Al final de su carrera, intentó incursionar en televisión, un medio que nunca fue de su agrado a pesar de tener éxito con el programa Mujeres, mujeres y algo más.
El 21 de mayo de 1974, Pulido falleció en Ciudad de México a los 68 años de edad.

## Filmografía
- 1970 Mujeres, mujeres y algo más (TV)
- 1969 La casa de las muchachas ... Abundio Oropeza, alcalde
- 1969 El ruiseñor (serie de televisión)
- 1965 Cada oveja con su pareja
- 1965 Para todas hay
- 1964 Napoleoncito
- 1964 Un padre a toda máquina
- 1964 Héroe a la fuerza ... Médico
- 1963 Alias El Alacrán
- 1962 La barranca sangrienta
- 1962 El muchacho de Durango
- 1962 La venganza del resucitado
- 1962 La entrega de Chucho el Roto
- 1962 Los encapuchados del infierno
- 1962 Los secretos del sexo débil
- 1962 El malvado Carabel ... El que no se deja asaltar
- 1962 Asesinos de la lucha libre
- 1961 La captura de Chucho el Roto
- 1961 El jinete negro
- 1961 Aventuras de Chucho el Roto
- 1961 Casi casados
- 1961 De hombre a hombre
- 1961 El aviador fenómeno
- 1961 En cada feria un amor
- 1961 Matrimonios juveniles
- 1961 Tres Romeos y una Julieta
- 1961 El padre Pistolas
- 1961 Tres balas perdidas
- 1961 Amorcito corazón
- 1960 ¡Viva quien sabe querer!
- 1960 Chucho el Roto
- 1960 Una estrella y dos estrellados
- 1960 Tres angelitos negros
- 1960 El supermacho
- 1960 Los tigres del desierto
- 1959 El joven del carrito
- 1959 Las coronelas
- 1959 El sordo
- 1959 Mis padres se divorcian ... Abogado de Fernando
- 1959 Acapulqueña
- 1959 Mi mujer necesita marido
- 1958 Aladino y la lámpara maravillosa
- 1958 ¡Paso a la juventud..! ... Tío Chiva Grande
- 1958 Ama a tu prójimo
- 1958 Las mil y una noches
- 1958 Música de siempre
- 1958 Concurso de belleza
- 1958 Mujer en condominio
- 1958 Piernas de oro ... Presidente municipal
- 1958 Ay... Calypso no te rajes!
- 1958 Escuela para suegras
- 1958 Los mujeriegos
- 1957 Los tres mosqueteros y medio
- 1957 La ciudad de los niños
- 1957 Los televisionudos
- 1957 Al compás del rock and roll
- 1957 La virtud desnuda
- 1957 Mi influyente mujer
- 1956 El chismoso de la ventana
- 1956 No me platiques más
- 1956 Pensión de artistas
- 1956 Club de señoritas
- 1956 El sultán descalzo
- 1955 Espaldas mojadas ... Louie Royalville
- 1954 Escuela de vagabundos ... Miguel Valverde
- 1954 Cuidado con el amor ... Felipe Ochoa
- 1954 Cantando nace el amor
- 1954 Reventa de esclavas ... Prof. Evaristo Benítez, "el Faraón"
- 1954 La infame
- 1953 Mi papá tuvo la culpa
- 1953 Doña Mariquita de mi corazón
- 1953 Amor de locura ... Felipe
- 1952 Rumba caliente
- 1952 El luchador fenómeno
- 1952 La alegre casada
- 1952 El ruiseñor del barrio ... Nerón
- 1952 Vive como sea ... Don Patricio
- 1952 El beisbolista fenómeno ... Don Ernesto Carmona
- 1952 Acapulco
- 1951 ¡¡¡Mátenme porque me muero!!!
- 1951 Vuelva el sábado
- 1951 Una gringuita en México
- 1951 Una viuda sin sostén ... Fulgencio
- 1951 Serenata en Acapulco
- 1951 Amor vendido ... Temístocles
- 1950 También de dolor se canta ... Facundo Peláez
- 1950 El amor no es negocio
- 1950 Cuando acaba la noche
- 1950 Piña madura
- 1950 Yo quiero ser hombre
- 1950 No desearás la mujer de tu hijo ... Dueño del colmado
- 1950 El portero ... Elpidio
- 1950 Mariachis
- 1950 La liga de las muchachas
- 1950 Dos gallos de pelea
- 1950 Amor con amor se paga
- 1950 Yo quiero ser mala ... Oscar
- 1950 La vida en broma ... Justo
- 1949 El baño de Afrodita
- 1949 Novia a la medida
- 1949 Conozco a los dos
- 1949 Arriba el norte
- 1949 Escuela para casadas
- 1949 Soy charro de levita ... Sr. Dávila, presidente municipal
- 1949 La familia Pérez ... Raymundo
- 1949 El mago
- 1949 Pobres.. pero sinvergüenzas ... Propietario de tienda
- 1949 Otoño y primavera
- 1948 Angelitos negros ... Barud, árabe
- 1948 La última noche
- 1948 El gallo giro
- 1948 Dos de la vida airada ... Delegado
- 1948 María la O
- 1946 Don Simón de Lira ... Doctor Águila
- 1946 El moderno Barba Azul
- 1945 Un día con el diablo
- 1941 El gendarme desconocido